# Laurent Carbonaro
Pour les articles homonymes, voir Carbonaro.
Laurent Carbonaro, né le 4 novembre 1973, est un pilote de rallye français.

## Biographie
En 2001, il commence à faire des rallyes nationaux sur Mitsubishi Evo 8 Gr N et passe ensuite à la Toyota Corolla WRC, puis Peugeot 206 WRC.
En 2008, il court son premier rallye en WRC (Rallye Monte-Carlo) sur une Peugeot 307 WRC, mais abandonne sur défaillance mécanique.
En 2010, il termine son deuxième rallye en WRC (Rallye du Portugal) sur une Ford Focus RS WRC '07. Il est 17e et 1er pilote amateur (copilote Thierry Leon).

## Palmarès (au 03/08/2013)
- Vice-champion de France des rallyes Terre: 2009, sur Ford Focus RS WRC '07 (copilote Marc-Émilien Choudey)

### Victoires en championnat de France des rallyes Terre
- Rallye Terre de l'Auxerrois: 2009
- Rallye Terre des Causses: 2011

### Podiums en championnat de France des rallyes Terre
- 2e du rallye Terre des Causses 2009
- 2e du rallye Terre de Vaucluse 2009
- 3e du rallye Terre des Cardabelles 2009
- 3e du rallye Terre des Causses 2013 (copilote "Trescoule" Alexandre Léonard)
- 3e du rallye Terre d'Auxerre 2013 (copilote Martin Chabbert)